# Persone di cognome Milani
| Questa pagina contiene informazioni ricavate automaticamente dalle voci biografiche con l'ausilio del template Bio e di un bot. L'aggiornamento è periodico e automatico e ricostruisce completamente la pagina. Se manca una persona in questa lista, sei pregato di non aggiungerla, ma accertati piuttosto che la sua voce biografica contenga il template Bio e che i dati anagrafici siano correttamente compilati. Se il template Bio manca, inseriscilo tu stesso o, in alternativa, metti l'avviso {{tmp\|Bio}} che ne segnala la mancanza. Se i dati riportati sono sbagliati, correggi direttamente la voce biografica; le modifiche saranno visibili in questa lista entro pochi giorni. Per chiarimenti vedi il progetto antroponimi. La lista contiene solo le 52 persone che sono citate nell'enciclopedia e per le quali è stato implementato correttamente il template Bio. Pagina aggiornata al 17 ott 2024. |

Questa è una lista di persone presenti nell'enciclopedia che hanno il cognome Milani, suddivise per attività principale.

## Allenatori di calcio(1)
- Andrea Milani, allenatore di calcio e ex calciatore italiano (Latina, n. 1980)

## Artisti(1)
- Giorgio Milani, artista italiano (Piacenza, n. 1946)

## Attrici(1)
- Patrizia Milani, attrice italiana (Pavia, n. 1951)

## Avvocati(2)
- Fulvio Milani, avvocato, politico e antifascista italiano (Modena, n. 1885 - Bologna, † 1945)
- Giovanni Milani, avvocato e politico italiano (Padova, n. 1883 - Padova, † 1961)

## Calciatori(3)
- Andrea Milani, calciatore italiano (San Michele Extra, n. 1919 - Verona, † 1978)
- Aurelio Milani, calciatore italiano (Desio, n. 1934 - Borgo Ticino, † 2014)
- Brenno Milani, calciatore italiano (Suzzara, n. 1925 - Reggio Emilia, † 2004)

## Canoisti(1)
- Cesare Milani, canoista italiano (Livorno, n. 1905 - Livorno, † 1956)

## Canottiere(1)
- Laura Milani, canottiera italiana (Milano, n. 1984)

## Cantautori(1)
- Luca Milani, cantautore e chitarrista italiano (Milano, n. 1978)

## Cantautrici(1)
- Donatella Milani, cantautrice italiana (Montevarchi, n. 1963)

## Cestisti(1)
- Fabio Milani, ex cestista italiano (Treviso, n. 1962)

## Ciclisti su strada(1)
- Silvestro Milani, ex ciclista su strada e pistard italiano (Treviolo, n. 1958)

## Comici(1)
- Maurizio Milani, comico, scrittore e attore teatrale italiano (Milano, n. 1961)

## Designer(1)
- Armando Milani, designer italiano (Milano, n. 1940)

## Dirigenti sportivi(1)
- Gilberto Milani, dirigente sportivo e pilota motociclistico italiano (Milano, n. 1932 - Varese, † 2021)

## Giornalisti(1)
- Mino Milani, giornalista, scrittore e fumettista italiano (Pavia, n. 1928 - Pavia, † 2022)

## Glottologhe(1)
- Celestina Milani, glottologa italiana (Milano, n. 1933 - Milano, † 2016)

## Hockeisti su ghiaccio(1)
- Tom Milani, hockeista su ghiaccio canadese (Thunder Bay, n. 1952 - Thunder Bay, † 2021)

## Ingegneri(2)
- Giovanni Milani, ingegnere italiano (Venezia, n. 1789 - Parigi, † 1862)
- Giovanni Battista Milani, ingegnere e architetto italiano (Roma, n. 1876 - Roma, † 1940)

## Judoka(1)
- Francesca Milani, judoka italiana (Roma, n. 1993)

## Kickboxer(1)
- Matteo Milani, kickboxer e taekwondoka italiano (Bergamo, n. 1995)

## Magistrati(1)
- Domenico Milani, magistrato e politico italiano (Guarcino, n. 1875 - Roma, † 1955)

## Militari(1)
- Antonio Milani, militare e marinaio italiano (Lodi, n. 1895 - Verona, † 1982)

## Modelle(1)
- Denise Milani, modella ceca (Frýdek-Místek, n. 1976)

## Numismatici(1)
- Luigi Adriano Milani, numismatico, filologo e museologo italiano (Verona, n. 1854 - Firenze, † 1914)

## Pallavoliste(1)
- Luisella Milani, ex pallavolista italiana (Lecco, n. 1968)

## Piloti motociclistici(2)
- Albino Milani, pilota motociclistico italiano (Garbagnate Milanese, n. 1910 - Milano, † 2001)
- Alfredo Milani, pilota motociclistico italiano (Garbagnate Milanese, n. 1924 - † 2017)

## Pittori(2)
- Aureliano Milani, pittore, disegnatore e incisore italiano (Bologna, n. 1675 - Roma, † 1749)
- Giulio Cesare Milani, pittore italiano (Bologna, n. 1629 - Bologna, † 1686)

## Politici(6)
- Armelino Milani, politico italiano (Pavia, n. 1932 - † 1994)
- Carlo Milani, politico italiano (n. 1895 - † 1951)
- Eliseo Milani, politico italiano (Ponte San Pietro, n. 1927 - Roma, † 2004)
- Gian Stefano Milani, politico italiano (Caravaggio, n. 1947)
- Giorgio Milani, politico, partigiano e sindacalista italiano (Milano, n. 1927 - Ponti, † 2005)
- Massimo Milani, politico italiano (Roma, n. 1967)

## Presbiteri(2)
- Anacleto Milani, presbitero italiano (Castello di Godego, n. 1883 - Isola Vicentina, † 1952)
- Lorenzo Milani, presbitero, scrittore e docente italiano (Firenze, n. 1923 - Firenze, † 1967)

## Registi(1)
- Riccardo Milani, regista e sceneggiatore italiano (Roma, n. 1958)

## Rugbisti a 15(1)
- Luigi Milani, rugbista a 15 italiano (L'Aquila, n. 1984)

## Sciatrici alpine(1)
- Barbara Milani, ex sciatrice alpina italiana (Sestola, n. 1972)

## Scrittori(1)
- Nelida Milani, scrittore e linguista italiana (Pola, n. 1939)

## Scrittrici(1)
- Milena Milani, scrittrice, giornalista e artista italiana (Savona, n. 1917 - Savona, † 2013)

## Scultori(4)
- Giuseppe Milani, scultore italiano (Battaglia Terme, n. 1893 - Rovigo, † 1958)
- Laerte Milani, scultore e regista cinematografico italiano (Mezzogoro, n. 1913 - Ferrara, † 1987)
- Umberto Milani, scultore e pittore italiano (Milano, n. 1912 - Milano, † 1969)
- Virgilio Milani, scultore italiano (Rovigo, n. 1888 - Rovigo, † 1977)

## Velociste(1)
- Marta Milani, velocista e mezzofondista italiana (Treviglio, n. 1987)

## Vescovi cattolici(1)
- Vincenzo Milani, vescovo cattolico italiano (Treviso)